# Cleopatra (Samira Efendi)
Cleopatra è un singolo della cantante azera Samira Efendi, pubblicato il 17 marzo 2020 da BMF Records.
Il brano era stato selezionato internamente per rappresentare l'Azerbaigian all'Eurovision Song Contest 2020 prima che l'evento fosse cancellato a causa della pandemia di COVID-19.

## Descrizione
Il brano è stato scritto e composto da Luuk van Beers, Alan Roy Scott e Sarah Lake, sotto la supervisione di Greig Watts, presso il Las Negras Camps in Spagna.
Nella melodia del brano sono riconoscibili tre strumenti tipici della musica tradizionale azera: l'oud, il balaban e il tar, che rientra tra i Patrimoni orali e immateriali dell'umanità dell'UNESCO.

### Testo
Il brano è completamente in lingua inglese, con alcune parole in giapponese (Nam myoho renge kyo (南無妙法蓮華経?, Nam(u) myōhō renge kyō)) che richiamano alla Sutra del Loto, un testo fondamentale del Buddhismo Mahāyāna.
Come suggerisce il titolo, il brano ruota attorno alla figura di Cleopatra, ultima regina d'Egitto prima della conquista romana nonché seduttrice di fama ben nota, come testimoniano le relazioni avute con i due generali romani Cesare e Marco Antonio.
In un'intervista rilasciata a fronte della pubblicazione del brano, la cantante ha detto: "È una canzone che ha lo scopo di ispirare le persone ad essere quello che sono e ad essere orgogliose di loro stesse, proprio come lo era Cleopatra. Era una regina che ha vissuto l'amore, il dolore e il tradimento, ma si è rialzata per se stessa e ora è ricordata come un'icona di forza e femminilità."
Just like me, yeah, just like me

Straight or gay or in between

In between, yeah, in between»
Come me, sì, come me

Etero o gay o nel mezzo

Nel mezzo, sì, nel mezzo»

## Video musicale
Il video musicale è stato pubblicato in anteprima su YouTube il 10 marzo 2020 sul canale ufficiale dell'Eurovision Song Contest ed è stato diretto da Alex Lamakh e prodotto da Isa Melikov. Le riprese si sono svolte nel paesaggio desertico della riserva statale di Qobustan, nell'Azerbaigian orientale.

## All'Eurovision Song Contest
Il brano era stato inizialmente proposto per rappresentare San Marino all'Eurovision Song Contest 2020, tanto che la cantante selezionata dall'emittente sammarinese, Senhit, aveva registrato una demo del brano. Tuttavia gli autori hanno deciso di ritirare la proposta e hanno inviato il brano all'emittente azera İctimai TV, che l'ha scelto come brano eurovisivo per Samira Efendi.
In seguito alla cancellazione del festival, dovuta all'impatto della pandemia di COVID-19, il brano non ha avuto la possibilità di rappresentare l'Azerbaigian all'Eurovision Song Contest 2020 e come gli altri 40 brani partecipanti non è stato ammesso all'edizione successiva.

## Tracce
Testi e musiche di Luuk van Beers, Alan Roy Scott e Sarah Lake.
1. Cleopatra – 3:00